# Joaquín Sánchez
Joaquín Sánchez, eller blot Joaquín (født 21. juli 1981 i El Puerto de Santa María), er en spansk tidligere fodboldspiller. Hans primære position var som højre wing, hvor han med sin hurtighed og gode dribleegenskaber ofte var et farligt våben.[kilde mangler]
Joaquín er opvokset i den sydspanske by Sevilla. Han fik sin fodboldopdragelse i den "grønne" del af byen hos klubben Real Betis. Her spillede han gennem hele sin ungdom og i 1999 fik han chancen på førsteholdet. Siden da blev det til 218 ligakampe med 32 mål til følge. I sommeren 2006 skiftede han til en anden spansk storklub, Valencia CF, og overgangssummen lød på € 25 millioner.[kilde mangler]
Den 24. juni skiftede han fra Valencia CF til Málaga CF på en 3-årig kontrakt.[kilde mangler]
I 2006 var flere store klubber interesseret i Joaquín.[kilde mangler] Han skrev kontrakt med Valencia CF, hvor han i første omgang fik tildelt nummer 15, men skiftede senere til sit favoritnummer 17. Han afsluttede sin karriere i Real Betis.

## Klubkarriere
Tekst mangler, hjælp os med at skrive teksten

## Landshold
Joaquín spillede 51 kampe og scorede fire mål for det spanske landshold. Han har repræsenteret sit land ved VM i 2002, EM i 2004 og VM i 2006.